# Informationsmechanismus
Der Begriff Informationsmechanismus bezeichnet Instrumente in der Prinzipal-Agenten-Theorie, die ein Vertragspartner (der sogenannte Prinzipal) einsetzen kann, um den anderen Vertragspartner (den sog. Agenten) zu motivieren oder zu zwingen, sein eigenes Handeln offenzulegen. Durch diese erhöhte Transparenz kann der Prinzipal kontrollieren, ob der Agent tatsächlich im Sinne des Vertrages handelt, wodurch Kosten (sog. Agenturkosten) sowie weitere Probleme in Vertragsbeziehungen (sog. Agenturprobleme) minimiert oder gänzlich vermieden werden können.
Es handelt sich um einen der Anreizmechanismen, welche dem Prinzipal bei der Vertragsgestaltung zur Verfügung stehen.

## Einordnung und Abgrenzung zu anderen Anreizmechanismen

Einordnung der Informationsmechanismen in der Neueren Institutionenökonomik

Der Begriff entstammt der Agency-Theorie der Prinzipal-Agenten-Theorie, welche einen Teilansatz der Neueren Institutionenökonomik darstellt. Im wirtschaftlichen und gesellschaftlichen Leben finden sich zahlreiche Beispiele für die im Rahmen der Agenturtheorie untersuchten Über-Unterordnungs-Verhältnisse zwischen Agent und Prinzipal, wie zum Beispiel Arbeitgeber und Arbeitnehmer.

Wahrscheinlichkeit der ordnungsgemäßen Vertragserfüllung in Abhängigkeit von dem Informationsstand des Prinzipals

 Der Agent kann statt pflichtgemäßer Aufgabenerfüllung eigene Interessen zum Nachteil des Prinzipals verfolgen, weil er gegenüber dem Prinzipal einen Informationsvorsprung hat. Er ist so in der Lage, dem Prinzipal fehlerhafte Informationen im Hinblick auf seine eigene Qualifikation, seinen Entscheidungsspielraum und sein tatsächliches Leistungsverhalten weiterzuleiten und diesen so bewusst zu täuschen. Dieses Risiko steigt insbesondere mit fallender Verfügbarkeit von Informationen über die Handlungsmöglichkeiten des Agenten.
Aufgrund der begrenzten Rationalität der Vertragspartner sowie der eingeschränkten Fähigkeit zukünftige Tätigkeiten des Agenten bei Vertragsschluss exakt und abschließend zu definieren bzw. missbräuchliche Auslegungen des Vertragswerkes durch den Agenten zu antizipieren, bleibt die Beschreibung der Aus- und Durchführung zwangsläufig unpräzise und unvollständig.
An dieser Stelle wird die Einbeziehung von Informationsmechanismen und anderen Anreizsystemen notwendig.

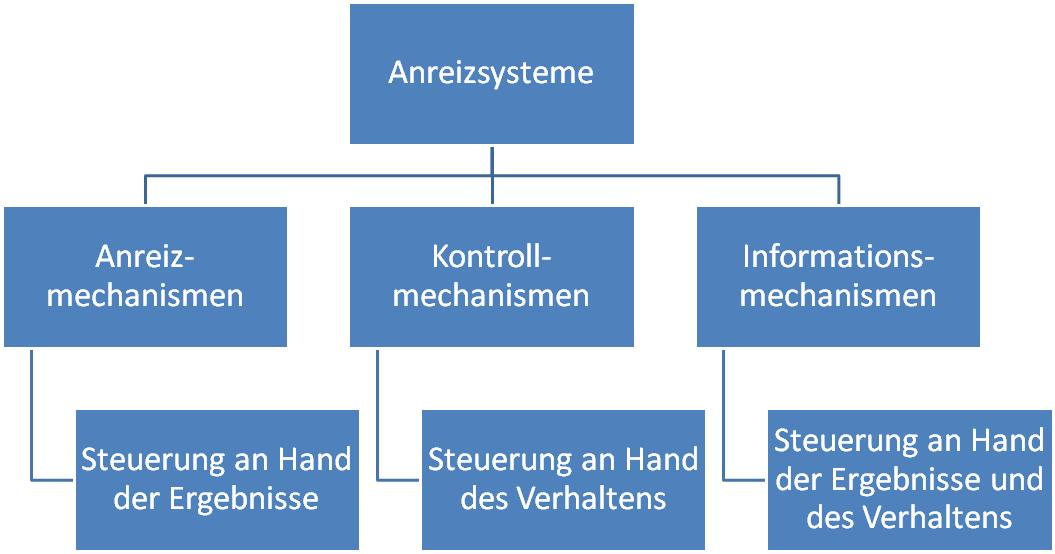
Überblick über die Anreizsysteme in der Spieltheorie

Als Anreizsysteme werden alle Ansätze/Mechanismen bezeichnet, die dazu dienen, die Hauptaufgaben der Vertragsgestaltung zu erfüllen. Es wird im Wesentlichen zwischen Anreiz-, Kontroll- und Informationsmechanismen unterschieden. Allen drei Mechanismen ist gemein, dass sie eine Verhaltenssteuerung des Agenten zum Ziel haben. Dieser soll „animiert“ werden, die vertragsgemäß geschuldete Leistung effizient zu erbringen und den Prinzipal weder vor noch nach Vertragsschluss zu täuschen.
Man unterscheidet zwischen input- und outputorientierter Steuerung. Während die Anreizmechanismen an den Ergebnissen des Agenten anknüpfen (outputorientierte Steuerung), wird mittels Kontrollmechanismen eine direkte Verhaltenssteuerung des Agenten beabsichtigt, indem die Be- und Entlohnungssysteme direkt mit dem beobachtbaren Verhalten des Agenten verknüpft werden. Die Informationsmechanismen - als Quasi-Kombination von Anreiz- und Kontrollmechanismen - zielen auf beide Zielgrößen (Verhalten + Ergebnis) ab.

Stoßrichtung der Anreizsysteme im Hinblick auf die Wahrscheinlichkeit der ordnungsgemäßen Vertragserfüllung

Informationsmechanismen zielen – ähnlich den Kontrollmechanismen – darauf ab, das Verhalten des Agenten transparenter zu machen. Während bei Kontrollmechanismen jedoch versucht wird, vor der eigentlichen Vertragserfüllung das zur Zielerreichung erforderliche Verhalten möglichst präzise zu formulieren, wird dieses bei isoliertem Einsatz der Informationsmechanismen nicht explizit vorgegeben.
Vielmehr soll anhand der Zielerreichungsgrad-Analyse untersucht werden, ob die vom Agenten ausgewählten Aktionen geeignet waren, um die Aufgaben des Prinzipals zu erfüllen. Es wird demnach von den Ergebnissen auf das konkrete Verhalten zurückgeschlussfolgert.
Im Vergleich zu den sonstigen Anreizsystemen ergibt sich demnach folgende Wirkung auf die Wahrscheinlichkeit der vertragsgemäß geschuldeten Leistung.

## Screening vs. Signaling
Um eine derartige Kontrolle durchführen zu können, bedarf es einer Reduktion der Informationsasymmetrie, d. h. der Prinzipal muss umfangreicheren Einblick in das Leistungsverhalten und die Handlungssituation des Agenten erhalten. Diese Verbesserung des Informationsstandes des Prinzipals bedingt verbesserte Informationssysteme und einen verstärkten Informationsaustausch.
Man unterscheidet hierbei Screening und Signaling:
- Als Screening werden verstärkte Informationsbemühungen des Prinzipals, bspw. durch verstärktes Monitoring des Agentenverhaltens, verstanden.
- Bei dem Signaling werden dem Agenten Anreize gesetzt, um seine Informationen und Handlungen dem Prinzipal gegenüber transparenter zu machen. Dadurch kann er seine Attraktivität und Glaubwürdigkeit in den Augen des Prinzipals steigern.

## Methodische Umsetzung
Mögliche Instrumente, die als Informationsmechanismen wirken, sind Kontraktmanagement, Controlling und Berichtswesen.

## Zielrichtung
Durch Informationsmechanismen sollen die Anreize des Agenten entsprechend der Interessen des Prinzipals zu handeln steigen. Dieser Anreiz wird umso größer, je höher das Informationslevel des Prinzipals und je bewusster dem Agenten die Wirkung der Informationsmechanismen ist. Je transparenter die Handlungssituation des Agenten für den Prinzipal wird, desto schwerer wird es dem Agenten fallen, unbemerkt opportunistisch zu handeln (Täuschungsmöglichkeiten werden reglementiert).
Konsequenterweise werden die über Informationsmechanismen beobachtbaren Ergebnisse/Verhaltensweisen mit dem Be- und Entlohnungssystem des Agenten verknüpft.

## Informationsarten
Die Verbesserung der Informationslage kann sich hierbei auf mehrere Informationsarten beziehen:
- Informationen über mögliche Aktionen
- Informationen über zu erreichende Ziele
- Informationen über eintretende Zustände und deren Wahrscheinlichkeiten
- Informationen über die Präferenzen und Entscheidungen der Gegenpartei

In der Regel werden mit den oben aufgeführten methodischen Ansätzen mehrere Informationsarten erfasst.

## Problem
Im Regelfall wird die Erhöhung der Transparenz des Verhaltens des Agenten auf Grund dessen Risikoaversion nicht in dessen Sinne sein. Bereits vor und bei Vertragsschluss ist deshalb mit Widerständen gegen die Aufnahme derartiger Mechanismen in der Vertrags- und Regelwerk zu rechnen.
Notwendig werden deshalb Zugeständnisse (bspw. höhere Grundvergütung) und/oder zusätzliche Anreiz- und Kontrollmechanismen, die zusätzliche Agenturkosten verursachen.

## Beurteilung der Informationsmechanismen für die Lösung der Prinzipal-Agenten-Probleme
Obwohl der Einsatz von Informationsmechanismen durch die zunehmende Verbreitung elektronischer Medien und der zunehmenden Automatisierung des Geschäfts- und Warenverkehrs sowie die mittlerweile zum Standard gewordene elektronische Abwicklung der Geschäftskorrespondenz deutlich vereinfacht wurde, ist der Idealzustand vollkommener Informationsstände auf Basis einer vertrauensvollen und uneingeschränkten Kooperation praktisch nicht realisierbar.
Durch die bei Einsatz der Informationsmechanismen auftretenden Überwachungskosten (insbes. bei Screening) bzw. Anreizzahlungen (insb. bei Signaling) ist eine vollständige Beseitigung der Agenturkosten nicht möglich, Ziel muss jedoch deren Minimierung durch möglichst geschickte vertragliche Ausgestaltung sein.
Hierzu empfiehlt sich der kombinierte Einsatz von Anreiz-, Kontroll- und Informationsmechanismen.